# Синагога (Фрозиноне)
Синагога је насеље у Италији у округу Фрозиноне, региону Лацио.
Према процени из 2011. у насељу је живело 149 становника. Насеље се налази на надморској висини од 80 м.